# Rappresentanti permanenti del Regno Unito presso l'Unione europea
Il rappresentante permanente del Regno Unito presso l'Unione europea è stato il principale rappresentante diplomatico del Regno Unito presso l'Unione europea, responsabile della rappresentanza del Regno Unito presso l'Unione europea (in inglese: United Kingdom Representation to the European Union, UKREP). Il suo titolo ufficiale era rappresentante permanente di Sua Maestà britannica presso l'Unione europea (Her Britannic Majesty's Permanent Representative to the European Union). Da quando il Regno Unito ha lasciato l'UE il 31 gennaio 2020, il ruolo è stato sostituito con quello di ambasciatore britannico presso l'Unione europea.
Prima del 1992, la posizione era presso la CEE.

## Lista dei capi della missione

### Rappresentanti permanenti presso le Comunità europee
- 1973–1975: Sir Michael Palliser
- 1975-1979: Sir Donald Maitland
- 1979-1985: Sir Michael Butler
- 1985–1990: Sir David Hannay
- 1990–1992: Sir John Kerr

### Rappresentanti permanenti presso l'Unione europea
- 1992-1995: Sir John Kerr
- 1995–2000: Sir Stephen Wall
- 2000-2003: Sir Nigel Sheinwald
- 2003-2007: Sir John Grant
- 2007–2012: Sir Kim Darroch
- 2012-2013: Sir Jon Cunliffe
- 2013-2017: Sir Ivan Rogers[2]
- 2017-2020: Sir Tim Barrow[3]